# Kalaus
Der Kalaus (russisch Кала́ус) ist ein 436 km langer Nebenfluss des Manytsch im Kaukasusvorland. Auf seiner gesamten Länge durchfließt er die russischen Region Stawropol. Früher rechter Zufluss des Östlichen Manytsch, ist er durch wasserbauliche Maßnahmen seit den 1970er-Jahren faktisch Quellfluss des Westlichen Manytsch.
Der Fluss entspringt in den Kalaushöhen (Prikalausskaja woswyschennost), dem östlichen Teil des Stawropoler Höhenzuges, an der Südflanke des 688 m hohen Berges Bryk. Die Quelle liegt wenig südöstlich des Dorfes Werchni Kalaus („Oberer Kalaus“), etwa 75 km Luftlinie südöstlich des Regionsverwaltungszentrums Stawropol. Wenige Kilometer unterhalb der Quelle wird dem Kalaus seit 1967 über einen Abzweig des Großen Stawropoler Bewässerungskanals Wasser zugeführt, das bei Newinnomyssk dem Kuban entnommen wird. Der Kalaus fließt in nördlicher Richtung vorbei an der Stadt Swetlograd, wendet sich bei der Stadt Ipatowo in östliche Richtung und erreicht schließlich etwa 40 km nördlich des Rajonzentrums Arsgir die Kuma-Manytsch-Niederung, die dort die Grenze zur Republik Kalmückien und nach einer verbreiteten Ansicht die innereurasische Grenze markiert.
Der nicht zuletzt infolge der intensiven Nutzung für die Bewässerung landwirtschaftlicher Nutzflächen in seinem Unterlauf außer während der Schneeschmelze im Februar bis April zu einem schmalen Rinnsal gewordene Fluss mündete ursprünglich in den Östlichen Manytsch, der je nach hydrologischen Verhältnissen in diesem Abschnitt gewöhnlich nach Südosten floss. In den 1970er-Jahren wurde der Manytsch unmittelbar südlich der Einmündung des Kalaus durch einen Damm abgesperrt, im Zusammenhang mit der Schaffung des Tschograi-Stausees zwischen 1969 und 1973, der dadurch nur durch weiter östlich einmündende Wasserläufe gespeist wird, hauptsächlich den Tschograi und den Kuma-Manytsch-Bewässerungskanal. Der Manytsch selbst kann infolge dieser Maßnahmen ab der Einmündung des Kalaus nur noch in nordwestlicher Richtung, zum Manytsch-Gudilo-See und weiter zum Don fließen.
Die wichtigsten Nebenflüsse des Kalaus sind Bolschoi Jankul und Gratschowka von links sowie die Aigurka von rechts. Sein Einzugsgebiet umfasst 9700 km². Er wird hauptsächlich von der Schneeschmelze und Regenfällen gespeist. Der mittlere Abfluss 60 km oberhalb der Mündung beträgt 3,23 m³/s. Der Kalaus friert in der Regel von der ersten Dezemberhälfte bis Mitte März zu.
Der Kalaus wird beim Dorf Sergijewskoje von der Regionalstraße 07K-001 (ehemals Teil der R262) Stawropol – Alexandrowskoje – Mineralnyje Wody gekreuzt. Von Swetlograd bis oberhalb Diwnoje folgen die föderale Fernstraße R216 Stawropol – Elista – Astrachan und die Eisenbahnstrecke Michailowsk (Station Palagiada) – Elista zumeist in einiger Entfernung der linken Seite des Flusses. Bei Swetlograd quert ihn die dort von letzterer abzweigende Bahnstrecke nach Budjonnowsk – Georgijewsk.